# 알렉세이 나발니의 죽음
2024년 2월 16일, 러시아 연방 교정청은 러시아 야당 지도자인 알렉세이 나발니가 야말로네네츠 자치구의 하르프에 위치한 하르프 IK-3 교도소에서 19년 징역형을 복역하던 중 사망했다고 발표했다. 나발니의 대변인인 키라 야르미시는 다음날 나발니의 시신을 확인했으며, . 나발니의 사인은 현재 정확히 밝혀지지 않았으며, 사망 당시 나이는 47세였다.
그의 죽음으로 인해 러시아를 포함해 여러 나라에서 수많은 시위가 일어났다. 여러 나라의 정치인들은 러시아 당국이 그의 죽음에 책임이 있다고 주장했다.

## 배경

### 암살 시도
알렉세이 나발니는 블라디미르 푸틴 러시아 대통령의 가장 저명한 비판자 중 한 명으로 알려져 있으며, 푸틴 정권 하의 부패를 비난하고 2018년 그에 맞서 대선 출마를 시도했지만 당선에 실패했다. 나발니는 2017년에도 신원이 밝혀지지 않은 가해자에게 녹색 소독제에 맞아 눈 부상을 입었으며, 2020년 신경작용제인 노비촉에 중독돼 치료를 위해 독일로 대피했다.

### 투옥
2021년 1월 치료를 마치고 러시아로 귀국한 그는 공항에 도착하자마자 체포됐다. 나발니는 사기 혐의와 '극단주의  단체'인 반부패 재단을 창설한 혐의와 기타 여러 혐의로 유죄 판결을 받았으며, 인권 운동가들은 나발니에 대한 박해가 정치적이라고 말했다. 2021년 조 바이든  미국 대통령은 나발니의 죽음은 러시아에 '파괴적인' 결과를 가져올 것이라고 푸틴에게 경고했다. 2023년 4월, 그의 비서인 키라 야르미시는 나발니가 급성 복통을 겪고 있다고 발표했으며, 중독으로 인해 발생했을 수 있다고 말했다.
2023년 12월에 그는 모스크바 동쪽의 유형지에서 러시아 극북 야말로네네츠 자치구 하프에 있는 또 다른 유형지로 옮겨졌다. 그는 사망 하루 전인 2월 15일 법원 심리에 화상통화를 통해 나타나 농담을 하며 건강해 보였다. 사망 당시 나발니는 19년 형을 선고받아 북극권에 위치한 IK-3 교도소에 복역 중이었으며, 수감 기간 동안 27번 누적 300일 동안 독방에 수감되었다.

## 사건
2월 16일 야말로네네츠 자치구 연방 교정청은 나발니가 산책 후 의식을 잃었다고 발표했다. 교도소의 의료진도 참석했고, 응급의료팀이 소집됐다. 러시아 여러 국영 통신사들은 라비트난기 시립병원 관계자들의 성명을 인용해 구급차가 7분도 안 돼 현장에 도착해 30분 넘게 소생술을 펼쳤다고 보도했다. 나발니는 깨어나지 못했으며 그의 죽음은 모스크바 시간 14시 19분에 처음으로 보도되었다. 다음 날 나발니의 대변인인 키라 야르미시는 나발니의 죽음을 확인했으며, 시신이 하루 빨리 유족들에게 돌아가야 한다고 밝혔다.
러시아 연방수사위원회는 나발니의 죽음에 대해 조사에 착수했다. 나발니의 시신은 부검을 위해 모스크바로 다시 보내질 가능성이 높으며 사망 원인을 밝히는 데 몇 주가 걸릴 수 있다.
러시아 국영방송 RT는 나발니가 혈전으로 인해 사망한 것으로 추정된다고 전했지만, 독립 뉴스 매체인 메두자와 인터뷰한 전문가들은 의문을 제기했으며, 분리된 혈전의 형태는 부검 없이는 확인할 수 없다고 지적했다.

## 반응

### 러시아

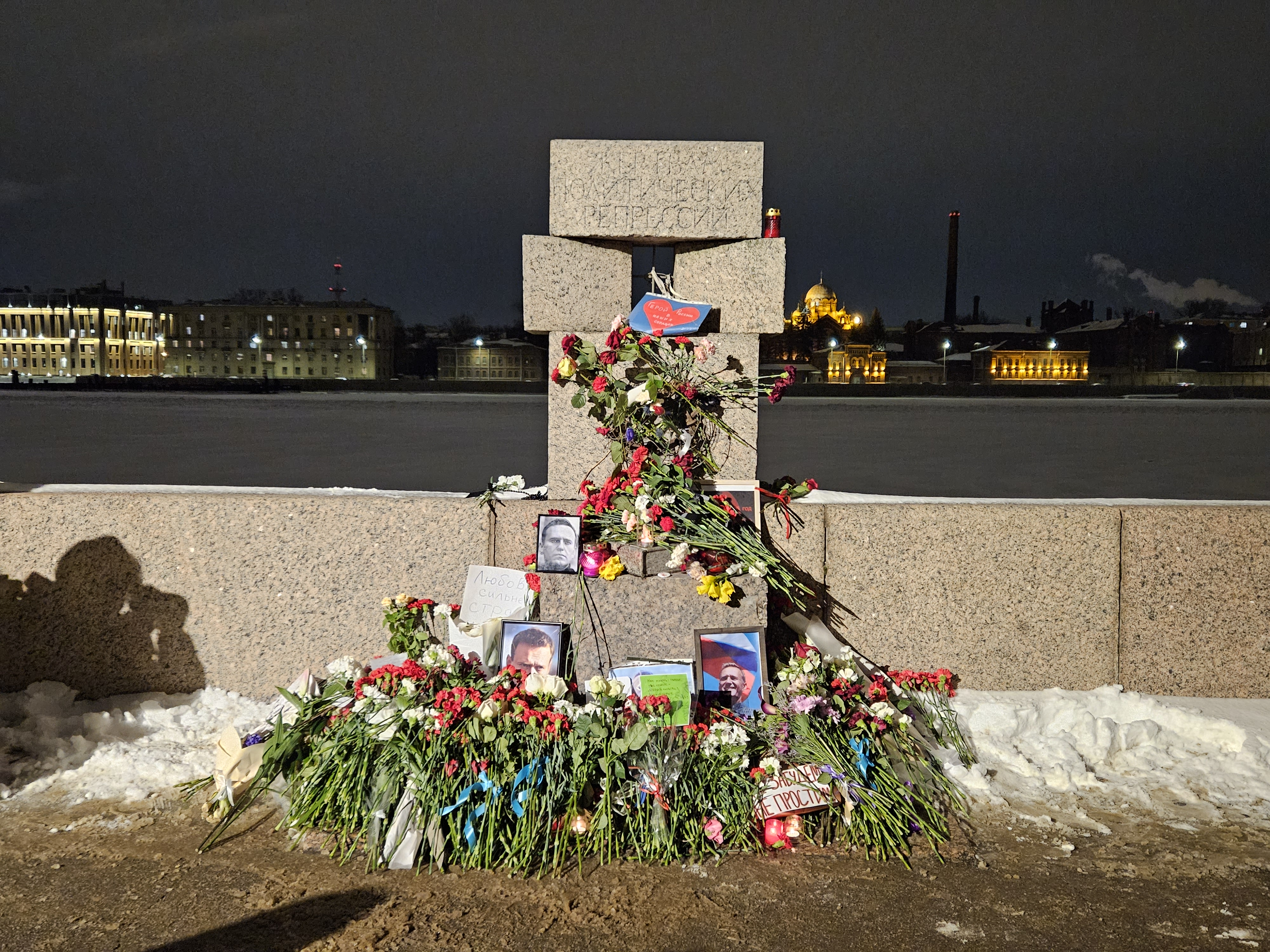
2024년 2월 16일 상트페테르부르크의 정치적 탄압 희생자 기념비에서 알렉세이 나발니를 추모하기 위해 놓여진 꽃들

나발니의 아내 율리야 나발나야는 남편의 죽음에 책임이 있는 모든 사람은 "책임을 지게 될 것"이라고 말하면서도 푸틴 정부를 "그들은 끊임없이 거짓말을 한다"고 하며 "정부 소식통을 통해서만 전해지는 이 끔찍한 소식을 믿어야 할지 말아야 할지 모르겠다"고 말했다. 나발니의 어머니 류드밀라 나발나야는 "어떤 동정의 말도 듣고 싶지 않다"며 "내 아들이 12일밖에 감옥에 있지 않았다. 아들에게 면회를 갔었을때 그는 살아 있고 건강하고 쾌활했다"라고 덧붙였다.
언론인 Andrey Zakharov는 "나발니는 죽지 않았다. 그는 살해되었다."라고 말했다. 2024년 러시아 대선 출마를 시도했지만 실패한 야당 정치인 보리스 나데즈딘은 아직 나발니의 사망이 확인되지 않았다는 점을 언급하며 "나는 그 정보가 거짓으로 밝혀지기를 기도한다. 알렉세이는 내가 아는 러시아에서 가장 재능 있고 용감한 사람들이다."라고 말했으며, 런던으로 망명한 올리가르히인 미하일 호도르콥스키는 러시아인들에게 항의의 표시로 2024년 대선에서 나발니에게 투표할 것을 촉구했으며, 국가들에게 푸틴 정부와 대선, 그리고 그 결과가 불법임을 선언할 것을 촉구했다. 리투아니아에 거주하는 러시아 야당 정치인 레오니드 볼코프는 "이것이 사실이라면 '나발니가 죽었다'가 아니라 '푸틴이 나발니를 죽였다'는 것"이라고 말했다. 추방된 야당 정치인 드미트리 구드코프는 "알렉세이가 '자연적' 원인으로 사망했다고 해도 독살 시도와 추가적인 감옥 고문으로 인해 사망했다. 피는 푸틴의 손에 있다"고 말했다.
노벨 평화상 수상자이자 라트비아에 본사를 둔 노바야 가제타 신문의 편집장인 드미트리 무라토프는 나발니의 가족에게 애도를 표했으며, "알렉세이 나발니는 3년 동안 고문과 괴로움을 겪었다. 나발니의 의사가 말했듯이 신체는 그런 일을 견딜 수 없다. "고 말하면서 죽음을 "살인"이라고 불렀다. 인권 운동가이자 노벨 평화상을 수상한 인권 단체 메모리얼의 공동 의장인 올렉 오를로프는 나발니의 감옥에서의 죽음은 "정권의 범죄"라고 말했다. 작가이자 언론인인 Mikhail Zygar 는 나발니가 "오랫동안 우리의 미래였다. 이제 우리에게는 더 이상 그런 미래가 없다"라고 말했다.  러시아 베스트셀러 범죄 작가 보리스 아쿠닌은 "독재자(푸틴)가 나발니에게 더 이상 할 수 있는 일은 없다. 나발니는 죽었고 불멸의 존재가 됐다"고 말했다.
나발니의 변호사 중 한 명인 레오니트 솔로비요프는 노바야 가제타와의 인터뷰에서 1월 14일에 만났을 때 나발니가 정상적인 건강 상태였다고 주장했다.
러시아인들은 전국의 도시에서 꽃을 가져와 정치적 탄압의 희생자들을 추모했다. 일부 도시에서는 꽃이 제거되었고 경찰은 나발니를 추모하기 위해 꽃을 놓는 사람들의 사진을 찍었으며, 100명이 넘는 사람이 구금되었다. 사람들은 모스크바의 솔로베츠키 돌과 슬픔의 벽에 꽃을 바쳤다. 모스크바 검찰청은 러시아인들에게 불법 시위에 참여하지 말것을 경고했다.

#### 러시아 정부
드미트리 페스코프 대통령실 대변인은 기자들에게 푸틴 대통령이 나발니의 사망 소식을 들었다고 밝혔지만 푸틴 대통령은 첼랴빈스크 에서 열린 회의에서 이에 대해 공개적으로 논평하지 않았다. 야말로네네츠 연방수사위원회는 사망에 대한 조사에 착수했으며, 연방 교정청도 "모든 적용 가능한 규칙에 따라" 조사를 시작했다.
러시아 독립 언론 매체인 아겐츠트보는 나발니의 사망이 발표된 지 30분도 채 지나지 않아 집권 통합 러시아 당이 국가두마 의원들에게 "연방교도소의 입장을 따르거나 아예 언급하지 않는 것이 더 나을 것"이라는 메시지를 보냈다고 보도했다. 러시아 국영 언론들은 의 죽음에 대해 최소한의 내용만을 보도했다.
나발니의 죽음에 대한 국제적 비난에 대해 마리야 자하로바 외무부 대변인은 서방 국가들이 명확한 증거 없이 결론을 내리고 있다고 비난했다. 페스코프는 나중에 외국 지도자들의 반응이 "완전히 광적인" 것이라고 말했다. 푸틴의 측근인 뱌체슬라프 볼로딘 하원 의장은 나발니의 죽음을 워싱턴, 브뤼셀  및 비우호적인 국가 등 크렘린에 대한 다양한 비판자들의 탓으로 돌렸다. 공정 러시아의 대표인 세르게이 미로노프는 나발니의 죽음이 "러시아의 적들"에게 유익했다고 말했다.

### 국제
많은 국제기구와 국가의 지도자들은 나발니의 죽음과 관련해 러시아 정부를 비판했다.

#### 각국 정부
- 오스트레일리아: 앤서니 앨버니지 총리는  나발니의 비극적인 죽음을 추모한다고 트윗했으며,[42] 페니 웡 외교부 장관은 나발니의 푸틴의 억압적인 독재에 영웅적인 저항은 전세계를 감동시켰다고 말했다. 그리고 오스트레일리아 정부는 러시아 정부가 "유일한 책임"이 있다고 밝혔다.[43]
- 벨기에:  알렉산더르 더크로 총리는 나발니의 죽음이 러시아의 침공에 대항해 우크라이나의 지원을 계속 해야하는 이유를 보여준다고 밝혔다.[44]
- 중국:  마오닝 외교부 대변인은  나발니의 죽음에 대해 언급을 피했으며 러시아 국내 문제라고 일축했다..[45]
- 프랑스: 에마뉘엘 마크롱  대통령은 알렉세이 나발니를 기억하며 그의 헌신과 용기에 경의를 표한다고 말했다.[18]
- 조지아: 살로메 주라비슈빌리 대토령은 나발니의 죽음이 "모든 민주주의와 인권의 수호자들에게 비극"이며 가족과 러시아에서 민주주의를 위해 투쟁하는 이들에게 애도를 표했다.[20]
- 독일: 올라프 숄츠 총리는 '매우 슬픈 일'이며, 나발니가 용기의 대가를 목숨으로 치렀다고 말했다.[46]
- 그리스:  키리아코스 미초타키스 총리는 나발니가 민주주의를 위해 강력히 투쟁했으며, 가족들에게 애도를 표한다고 말했다..[47]
- 이탈리아:  조르자 멜로니 총리는 나발니의 죽음이 충격적이며,  "진심 어린 애도를 표하며 이 충격적인 사건에 대해 완전한 진상이 밝혀지기를 희망한다"고 말했다.[48]
- 라트비아:  에드가르스 린케비치 대통령은 나발니의 가족과 친구들에게 애도를 표하며 "나발니가 크렘린에 의해 잔인하게 살해당했다. 그것은 사실이며 러시아 현 정권의 실체에 대해 알아야 할 사항"이라고 말했다.[49][50][20]
- 리투아니아:  기타나스 나우세다 대통령은 나발니의 죽음에 대해 러시아 정부를 비판했으며, 이에 대한 대응 조치를 취하야 한다고 말했다.[51]
- 몰도바: 마이아 산두 대통령은 나발니의 가족들와 '모든 민주주의 사상을 가진 러시아인들과 러시아와 그외 국가들에서 자유와 민주주의를 위해 투쟁하는 사람들'에게 애도를 표했다.[18]
- 네덜란드:  마르크 뤼터 총리는 나발니가 민주주의의 가치와 반부패를 위해 싸웠으며, 가장 가혹하고 비인간적인 환경에 갇혀 있는 동안 죽음과의 사투를 치렀다고 말했다.[38]
- 뉴질랜드: 크리스토퍼 럭슨 총리는 '매우 슬픈 소식'이며 나발니를 강력학 자유와 반부패 투사라고 불렀다.[52]
- 노르웨이:  에스펜 바르트 아이데 외교부 장관은 X에 러시아 정부에게 책임이 있다고 썼다.[48]
- 폴란드: 도날트 투스크 총리는 X에 "알렉세이, 우리는 당신을 절대 잊지 않을 것이다. 그리고 절대 그들을 용서하지 않을 것이다.' 라고 썼다.[53]
- 스페인: 페드로 산체스 총리는  "나발니의 가족과 친구와 민주주의의 가치를 수호하기 위해 큰  치르고 있는 모든 러시아인"에게 애도를 표했다.[53]
- 스웨덴:  울프 크리스테르손 총리는 "러시아 당국과 푸틴 대통령은 나발니의 죽음에 대해 책임이 있다"고 트윗했다.[54]
- 우크라이나: 볼로디미르 젤렌스키 대통령을 나발니의 죽음에 대해 푸틴이 책임져야 한다고 비판했다.[20]
- 영국: 리시 수낵 총리는 나발니가 평생에 걸쳐서 놀라운 용기를 보여줬으며, 그의 죽음이 "끔찍한 소식"이라고 말했다.[55] 데이비드 캐머런 외무 장관은 "우리는 푸틴에게 이 일에 대한 책임이 있음을 기억해야 한다"라고   말했다..[56] 영국 정부는 러시아 대사를 초치해 나발니의 죽음에 대해 러시아 정부가 모든 책임이 있다고 강조했다.[57]

- 미국: 조 바이든  대통령은 나발니에 대해  "그는 모든 면에서 푸틴과 달랐다. 그는 용감했고 원칙이 있었으며 법치가 존재하고 모든 이들에게 공정한 러시아를 건설하는 데 헌신했다"고 말했으며, 나발니의 죽음이 푸틴에게 책임이 있으며,  놀랍지 않은 일이라고 덧붙였다.[58] 앤터니 블링컨 국무부 장관은  "한 사람에 대한 집착과 두려움은 푸틴 대통령이 구축한 시스템의 핵심에 있는 약점과 부패를 강조할 뿐이다. 러시아는 죽음에 대한 책임이 있다."고 말했다.[59] 제이크 설리번 미국 국가안보보좌관은 소식이 '끔찍한 비극'이라고 말했으며,[60] 카말라 해리스 부통령은 나발니의 죽음이 푸틴의 잔혹함을 보여주는 또 다른 예이며, 러시아에게 전적인 책임이 있다고 말했다.[61]

## 같이 보기
- 2023년 트베리주 항공기 추락 사고(바그너 그룹의 반란 이후 예브게니 프리고진 사망)
- 러시아의 인권
- 러시아의 암살 목록
- 러시아의 블라디미르 푸틴 반대
- 러시아 사업가들의 의문스러운 죽음(2022~2024)